# Werner Seeger
Werner Seeger (* 6. November 1953 in Herford) ist ein deutscher Internist und Pneumologe. 

## Leben
Werner Seeger studierte Medizin in Münster und Gießen. Von 1979 bis 1982 war er wissenschaftlicher Mitarbeiter und Assistenzarzt am Institut für Klinische Chemie und Pathobiochemie der Justus-Liebig-Universität Gießen (JLU), anschließend war er von 1982 bis 1987 am Klinikum der JLU tätig. Im Jahr 1987 habilitierte sich Seeger in Gießen mit einer Arbeit für das Fach „Innere Medizin und Pathophysiologie“ und wurde im selben Jahr Oberarzt. 1991 wurde er an der JLU zum Professor und Leiter der Klinischen Forschergruppe „Respiratorische Insuffizienz“ ernannt und 1996 zum Professor für Innere Medizin/Pneumologie.
Im Jahr 2000 wurde er Geschäftsführender Direktor des Zentrums für Innere Medizin an der JLU und im Jahr 2006 Ärztlicher Geschäftsführer des Universitätsklinikums Gießen und Marburg am Standort Gießen. Seit 2007 ist Seeger im Direktorium des Max-Planck-Instituts für Herz- und Lungenforschung in Bad Nauheim und seit 2011 ist er Vorsitzender des Deutschen Zentrums für Lungenforschung.
Von 1999 bis 2001 war Seeger Präsident der Deutschen Gesellschaft für Internistische Intensivmedizin und Notfallmedizin, von 2001 bis 2002 Präsident der Deutschen Gesellschaft für Pneumologie sowie von 2005 bis 2006 Präsident der Deutschen Gesellschaft für Innere Medizin. Von 1997 bis 2009 war er Sprecher des Sonderforschungsbereiches „Kardiopulmonales Gefäßsystem“, von 2002 bis 2009 Mitglied der DFG-Senatskommission für Klinische Forschung und von 2003 bis 2009 Mitglied des Wissenschaftsrates.  Seit 2012 engagiert sich Werner Seeger auch als Mitglied des wissenschaftlichen Beirats des Vereins Aufklärung gegen Tabak für die Prävention des Rauchens auf Schulebene durch Medizinstudierende. Er ist Mitglied in verschiedenen internationalen und nationalen Fachgesellschaften, darunter die Leopoldina, Ausschüssen und Kommissionen und gilt als einer der renommiertesten Lungenspezialisten. 2017 wurde er zum Mitglied der Academia Europaea gewählt.
Im März 2024 wurde Seeger offiziell in den Ruhestand verabschiedet. Als Inhaber der neu eingerichteten Élie-Metchnikoff-Seniorprofessur bleibt er dennoch weiterhin im Fachbereich Humanmedizin an der Justus-Liebig-Universität Gießen tätig.

## Auszeichnungen
- Seegers Habilitationsschrift wurde 1987 mit dem Schunk-Preis für Humanmedizin der Justus-Liebig-Universität Gießen,[11] und 1988 mit dem Theodor-Frerichs-Preis der Deutschen Gesellschaft für Innere Medizin ausgezeichnet.[12]
- 2008 erhielt er den mit 50.000 Euro dotierten Robert Pfleger-Forschungspreis der Robert Pfleger-Stiftung mit Sitz in Bamberg.[13]
- 2019 wurde Seeger zusammen mit Erika von Mutius, Klaus F. Rabe und Tobias Welte vom Deutschen Zentrum für Lungenforschung mit dem Balzan-Preis ausgezeichnet.[14]